# Reni
Reni (ukrajinsky Рені; rusky Рени; rumunsky Reni) je město v Oděské oblasti na Ukrajině. Leží v oblasti Budžak v Besarábii u ústí Prutu do Dunaje, zhruba 20 kilometrů od rumunského města Galați a 220 kilometrů jihozápadně od Oděsy. V roce 2011 žilo v Reni bezmála dvacet tisíc obyvatel, z velké části Rumunů.
Přes město vede železniční trať spojující Rumunsko s Moldavskem. Také tudy vede evropská silnice E87 z Oděsy do Antalye v Turecku.

## Dějiny
Reni bylo založeno v roce 1548 a bylo jedním ze dvou mořských přístavů Moldavského knížectví. Od roku 1812 byla oblast součástí ruského impéria jako Besarabská gubernie. V roce 1821 se Reni stalo městem. V roce 1856 jej získalo na základě Krymské války zpět Moldavské knížectví, pak bylo součástí Valašského knížectví a v roce 1878 jej znovu získalo Rusko. Po konci první světové války připadlo Reni k Velkému Rumunsku, ke kterému patřilo do roku 1940 a pak opět během druhé světové války v letech 1941 až 1944. Pak bylo součástí Ukrajinské sovětské socialistické republiky a od roku 1991 patří k samostatné Ukrajině.